# Lodi mattutine

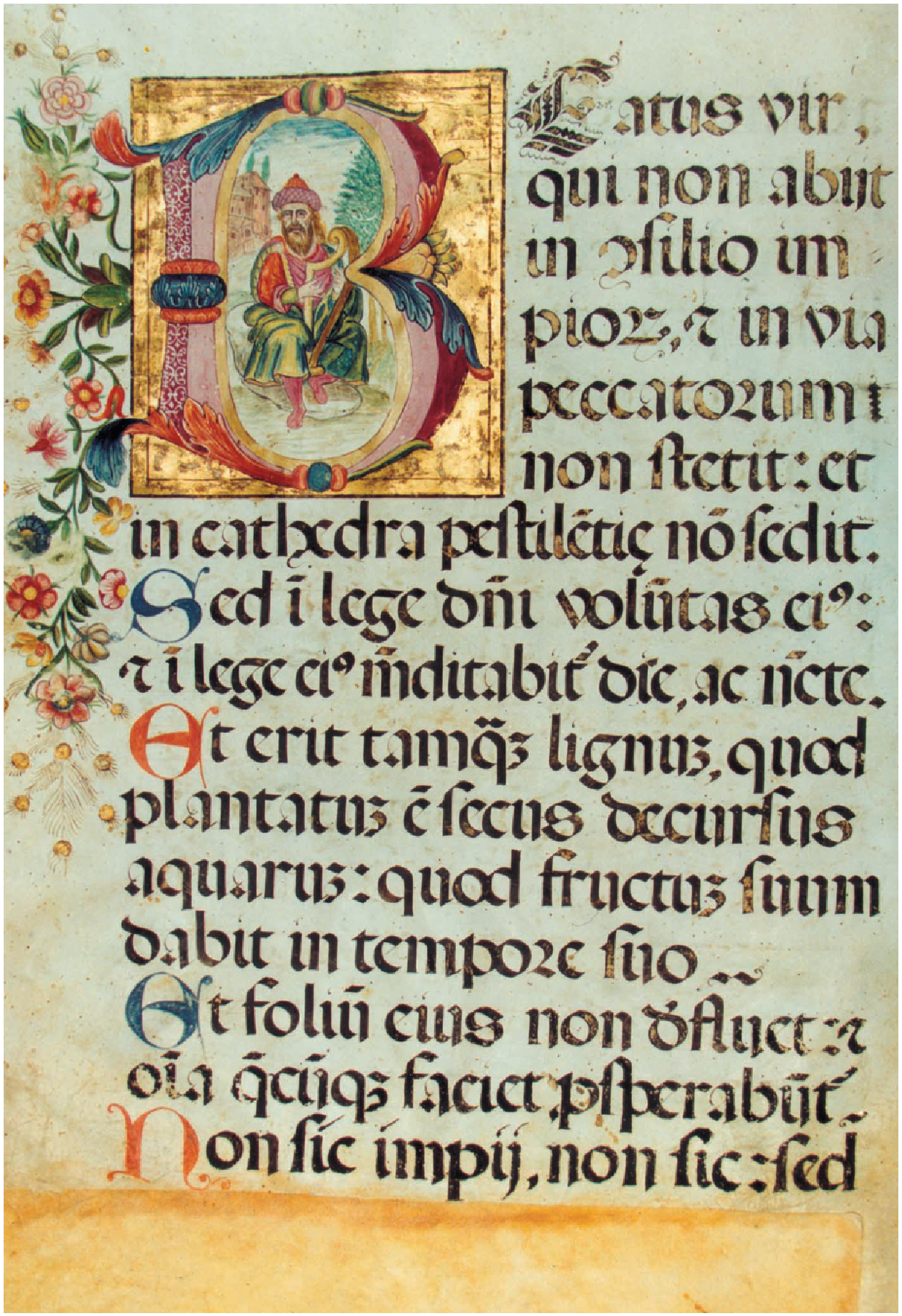
Esempio di salterio diurno miniato del secolo XVII già presente nella Biblioteca Scarabelli di Caltanissetta, rubato nel 2010

Le Lodi mattutine rappresentano una delle due maggiori ore canoniche della Liturgia delle Ore della Chiesa cattolica: sono recitate nelle prime ore del mattino, preferibilmente non lontano dall'alba.

## Struttura della celebrazione
A partire dalla riforma liturgica successiva al Concilio Vaticano II, le Lodi sono celebrate in questa forma:
- Un breve versetto introduttivo: "O Dio, vieni a salvarmi. Signore, vieni presto in mio aiuto" (Salmo 69,2[3]), al quale segue il Gloria al Padre e l'Alleluia.
  - L'Alleluia si omette in Quaresima.
  - Tutto questo si omette se le Lodi trovano collocazione immediatamente dopo l'invitatorio o l'Ufficio delle Letture.
- Un inno che conferisce una propria specifica caratterizzazione ad ogni giorno.
- Un salmo mattutino, un cantico dell'Antico Testamento, ed un salmo di lode, ognuno introdotto e seguito da un'antifona.
- Una lettura, breve o lunga, che può essere seguita dall'omelia e/o da una pausa di silenzio.
- Un responsorio breve, per rispondere alla parola di Dio.
- Il cantico evangelico del Benedictus, con la sua antifona.
- Le invocazioni per consacrare il giorno ed il lavoro a Dio, concluse dal Padre Nostro.
- Una orazione conclusiva.
- Il congedo finale "Il Signore ci benedica, ci preservi da ogni male e ci conduca alla vita eterna".
  - Nella celebrazione comunitaria presieduta da un diacono o un sacerdote è previsto il saluto con la benedizione.

Tutti i salmi e cantici - salvo pochissime eccezioni, generalmente ben segnalate sul testo liturgico - sono chiusi dalla dossologia del Gloria.
I salmi e le letture sono distribuiti in un ciclo di quattro settimane, detto salterio, che si usa, con piccole variazioni, durante tutto l'anno, e che forma il cuore della Liturgia delle Ore

### Variazioni alla celebrazione delle quattro settimane
Sono previste variazioni alla celebrazione della Liturgia delle Ore, in correlazione con le solennità, le Memorie dei Santi ed i tempi forti.
Nelle solennità tutti i testi sono propri della festa, il salmo mattutino è sempre il Salmo 62 (62,2-9), il cantico è il Canto dei Tre giovani (Daniele 3,57-88; 56), ed il salmo di lode è il 149.
Nei tempi forti dell'anno liturgico, come Quaresima o Pasqua, molte preghiere sono proprie per ogni settimana o giorno. Durante Quaresima, Natale, Settimana santa, Ottava di Pasqua, e gli ultimi otto giorni di Avvento, la celebrazione di giorni festivi è in un certo modo ristretta. In alcuni di questi giorni, una memoria può essere celebrata come "commemorazione", aggiungendo quindi una preghiera particolare alla fine dell'Ufficio dell'ora, mentre in altri casi addirittura la memoria è completamente rimossa dal calendario.

#### Liturgia precedente la riforma di Paolo VI
Nella liturgia tradizionale secondo il rito romano antico, quest'ora si chiama semplicemente Lodi (Laudes) e viene recitata dopo il Mattutino e prima di Prima e si articola nel modo seguente: 
- Segno di croce con l'invocazione: ℣ Deus in adjutorium meum intende. ℟ Domine ad adjuvandum me festina, seguita dal Gloria Patri e dall'Alleluia (o dal Laus tibi in Quaresima)
- Una salmodia di cinque salmi con le loro antifone, tratte dal Salterio nelle ferie e dal Proprio o dal Comune nelle feste. Il quarto salmo non è propriamente un salmo, bensì un Cantico biblico. Nei giorni di Avvento e Quaresima la salmodia tradizionale è sostituita da un'altra (le due sono distinte dalle espressioni I e II loco), che esprime più chiaramente il carattere del tempo, specialmente attraverso il Cantico biblico ed il salmo penitenziale 50, con cui inizia l'ufficio tutti i giorni.
- Il canto del capitulum, breve brano scritturale principalmente tratto dalle epistole neotestamentarie. Si prende sempre dal proprio del tempo nelle ferie e nelle domeniche e dal Comune o dal Proprio nelle feste. Al termine di esso, si risponde come di consueto Deo gratias.
- Un inno, tratto secondo le stesse rubriche del capitolo. Gl'inni ecclesiastici sono di composizione antichissima, anche se furono riformati da Urbano VIII nel 1644 e furono adattati allo stile e alla metrica classica.
- Un versetto di derivazione biblica.
- Il canto del Benedictus (Canticum Zachariae), preceduto e seguito dalla propria antifona (la quale varia quotidianamente).
- Salutato il popolo con il Dominus vobiscum, l'Orazione (quella del giorno nelle feste, quella della domenica nelle ferie).
- Le Preci feriali, solo nei mercoledì, venerdì e sabati di Avvento, Quaresima e delle Quattro Tempora. Si compongono della triplice invocazione Kyrie eleison, il Pater Noster, una serie di versetti biblici, orazioni per il Papa, il Vescovo, il sovrano, il popolo, i benefattori, i defunti, gli assenti, gli afflitti e i prigionieri.
- La commemorazione (quando è presente): qualora l'ufficio di un santo minore cada in una feria maggiore o in una festa (cosiddetta Commemoratio ad laudes tantum), nonché in Avvento e in Quaresima quando si dice l'ufficio del santo anziché quello della feria, si deve ricordare l'ufficio di minor rango liturgico. Essa si svolge attraverso il canto dell'antifona al Benedictus (senza il cantico evangelico), il versetto e l'Orazione che sarebbero propri dell'ufficio.
- Saluto finale (Dominus vobiscum) seguito dal Benedicamus Domino e dall'invocazione Fidelium animae per misericordiam Dei requiescant in pace.

Secondo le rubriche del 1962, qualora l'ufficio non sia celebrato pubblicamente, i saluti Dominus vobiscum sono sostituiti dall'invocazione ℣ Domine exaudi orationem meam. ℟ Et clamor meus ad te veniat.

### Differenze nel rito ambrosiano
Nella liturgia delle ore di rito ambrosiano l'ufficio dell'ora di Lodi presenta alcune differenze nella struttura:
- Il Benedictus, con la sua antifona, è recitato all'inizio dell'ora, subito dopo l'introduzione. Al termine, dopo la ripetizione dell'antifona, segue la triplice invocazione Kyrie eleison e la recita di una prima orazione.
- La salmodia si compone di un Salmo oppure un cantico dell'Antico Testamento sotto la sua antifona, di un salmo di lode cui segue sempre il Salmo 116 sotto un'unica antifona, e di un salmo diretto, privo di antifona, che anche nella celebrazione comunitaria viene recitato da tutti senza alternanza di cori.
- Alla salmodia segue la recita di una seconda orazione.
- L'inno si canta o si recita dopo la seconda orazione.
- L'ora si conclude con sei brevi acclamazioni a Cristo, di norma estratte da passi biblici, ciascuna conclusa dall'acclamazione Kyrie eleison che, nella celebrazione comunitaria, viene ripetuto dall'assemblea. Segue la recita del Padre Nostro ed eventualmente la benedizione finale.

## Sviluppo delle Lodi nella storia

### Il termineLodie l'ora dell'Ufficio
Il termine Lodi illustra chiaramente il peculiare carattere di questo Ufficio, il cui fine è lodare Dio. Tutte le Ore Canoniche hanno, certamente, lo stesso oggetto, ma si può affermare che le Lodi possiedono questa caratteristica per eccellenza. Il nome deriva dai tre ultimi salmi dell'Ufficio nella sua celebrazione antica (148, 149, 150), nei quali la parola laudate è ripetuta frequentemente: dunque, originariemente, il termine non indicava, come al giorno d'oggi, l'Ufficio intero, ma soltanto la sua fine, ossia appunto tali tre salmi, seguiti dalla conclusione.
Anche San Benedetto impiega tale termine per indicare i tre ultimi salmi: «post haec [i.e., il Cantico] sequantur Laudes» (Regula, cap. XIII). Nei sec. V-VI, L'Ufficio delle Lodi era chiamato Matutinum, termine che però passò ad identificare un altro Ufficio, quello notturno, o Vigiliae (oggi non più utilizzato). Poco a poco, il termine Lodi venne applicato all'intero Ufficio, e soppiantò il nome di Mattutino. Negli autori antichi, comunque, fra il IV ed il VI-VII secolo, i titoli di Matutinum, Laudes matutinae e Matutini hymni sono utilizzati per designare l'Ufficio dell'alba o del primo mattino, mentre l'Ufficio notturno mantiene il suo nome di Vigiliae. La ragione di tale confusione di nomi consta, forse, nel fatto che originariamente Mattutino e Lodi formavano solo un singolo Ufficio, con l'Ufficio notturno che terminava solo all'alba.

### L'antichità cristiana e le origini dell'Ufficio delle Lodi
L'Ufficio delle Lodi o, più precisamente, l'Ufficio della Mattina o Ufficio dell'Aurora è senza dubbio uno dei più antichi uffici, del quale si può trovar traccia fin dai tempi degli Apostoli: già nel II-III secolo si parla di questo Ufficio nei Padri Apostolici, nei Canoni di Ippolito di Roma ed in San Cipriano.
Nei due secoli successivi, varie descrizioni dell'Ufficio si possono trovare in Giovanni Cassiano, in Melania la giovane, nella Peregrinatio Aetheriae, in Giovanni Crisostomo, in Ilario di Poitiers, in Eusebio di Cesarea.
Nelle differenti province cristiane, con il tempo fu un fatto naturale il costituirsi di ulteriori varietà della forma dell'Ufficio, che andava dunque assumendo anche nomi diversi: Ufficio dell'alba (Aurora), Ufficio del sorger del sole, Ufficio della mattina, Preghiera del mattino, Ufficio del canto del gallo (Gallicinium, ad galli cantus), Ufficio della Risurrezione di Cristo. Le caratteristiche generali, tuttavia, restavano le stesse.
Nella Peregrinatio Aetheriae ci viene la descrizione della grandiosità della celebrazione degli Hymni matutinales a Gerusalemme: solitamente era presieduta dal Vescovo alla presenza di tutto il suo clero, e si svolgeva attorno alla Grotta del Santo Sepolcro; dopo il canto dei salmi e dei cantici e l'intonazione delle litanie, il vescovo benediceva il popolo.
Ma, senza dubbio, la celebrazione in cattedrale era comune ovunque, in quanto ancora nei secoli IV-VI il clero era raggruppato in città, attorno al proprio Vescovo: il centro della vita cristiana, della liturgia e dell'evangelizzazione di tutta la diocesi era solo la cattedrale.
Nel VI secolo Benedetto da Norcia ne fornisce una descrizione molto dettagliata nella sua Regola (cap. XII e XIII): i salmi, il cantico, i tre salmi finali, il capitulum, l'inno, il versetto, il cantico del Benedictus, e la parte conclusiva. I monaci, vivendo separati dal mondo, e non immersi in tutte le faccende della vita mondana, potevano organizzare l'intera Liturgia delle Ore in modo che la preghiera risultasse ben distribuita, praticamente ininterrotta, a imitazione del canto incessante delle schiere angeliche.
Colombano di Bobbio, con alcuni altri documenti irlandesi, ci dà solo un'informazione molto vaga di questo Ufficio (Regula Sancti Columbani). Una possibile ricostruzione è stata tentata, anche se con esito minore dello sperato, sulla base dell'Antifonario di Bangor: tale documento costituisce un buon saggio dell'Ufficio, pur non essendo l'Ufficio completo.
Anche Gregorio di Tours fa diverse allusioni a questo Ufficio, che chiama Matutini hymni: ci riferisce, come parti costitutive, il Salmo 1, il Benedicite, i tre salmi (148, 149, 150), ed i versetti ("Historia Francorum", II, cap. VII)

### Dal Medioevo al Vaticano II
La storia dell'Ufficio delle Lodi segue poi le alterne vicende dell'intera Liturgia delle Ore: nel Medioevo venne in un primo momento arricchito (ma anche appesantito) da sempre più Salmi e preghiere devozionali da renderlo difficile da recitare, successivamente di nuovo abbreviato. La sua pesantezza, insieme ad una perdita di spiritualità anche fra gli stessi chierici e monaci, fece sì che sempre più ci si allontanasse dalla sua pratica, che veniva relegata allo spazio personale: verso il XIII secolo si cominciò a giustificare la recita privata della Liturgia delle Ore, in luogo di quella comunitaria; ci si avvaleva di piccoli libretti contenenti una sua forma ridotta, abbreviata: da qui, il nome "breviario" per indicare il sussidio per la recita delle Ore. L'Ufficio già non era dunque un necessario strumento di santificazione, piuttosto un obbligo da assolvere sotto pena di peccato mortale.
Il Concilio di Trento pubblicò il libro della Liturgia delle Ore con il titolo di "Breviario", ratificandone la celebrazione privata, come devozione obbligatoria riservata (prevalentemente) al clero; anche fra i monaci, gli unici tenuti alla recita dell'Ufficio sono solo quelli ordinati. Il popolo veniva coinvolto dal clero nella recita solenne e pubblica ma, in congregazioni laicali e confraternite, entrarono in uso sezioni del Breviario come il Piccolo Ufficio della Madonna o quello dei Defunti, ai quali si aggiungevano debiti inni e cantici in lingua volgare. 
Il Concilio Vaticano II, nella Costituzione liturgica Sacrosanctum Concilium, esprime la radicale riforma del "Breviario" (SC 83-101), volta a ridare valore alla Liturgia delle Ore: «Le Lodi, come preghiera del mattino, e i Vespri come preghiera della sera, che secondo la venerabile tradizione di tutta la Chiesa, sono il duplice cardine dell'Ufficio quotidiano, devono essere ritenute le Ore principali e come tali celebrate» (SC 89a, 100).
La Liturgia delle Ore non deve dunque più essere una preghiera privata riservata al clero, ma celebrazione di alto valore pastorale, aperta a tutti, quindi anche alla comunità di laici: anzi, la forma comunitaria è da ritenersi privilegiata.
Nella Costituzione Apostolica che definisce i "Principi e Norme per la Liturgia delle Ore" si legge che «si devono quindi tenere in grandissima considerazione le Lodi mattutine e i Vespri come preghiera della comunità cristiana: la loro celebrazione pubblica e comune sia incoraggiata specialmente presso coloro che fanno vita in comune. Anzi, la loro recita sia raccomandata anche ai singoli fedeli che non possono partecipare alla celebrazione comune».

## Simbolismo e motivi dell'Ufficio
Non è difficile, anche sulla base di quanto visto finora, dedurre i motivi che determinarono la costituzione di questo Ufficio, e con quale significato: per un Cristiano, il primo pensiero che dovrebbe essere presente nella mente la mattina è il pensiero di Dio, ed il suo primo atto della giornata dovrebbe essere una preghiera.
«Notte, tenebre e nebbia, fuggite: entra la luce, viene Cristo Signore.» Il primo chiarore dell'alba ci ricorda Cristo, la vera luce, che viene per diradare le tenebre nel nostro spirito e per regnare in tutto il mondo. Fu all'alba, fu di buon mattino che si diede il grande annuncio che Gesù era risorto, vincitore della morte e delle tenebre, Artefice e Signore della terra e del cielo, aurora inestinguibile, giorno senza tramonto. È dunque questo pensiero della sua Risurrezione che dà all'Ufficio il suo pieno significato.
Infine, questa ora tranquilla, prima che inizi il giorno e prima che l'uomo si ponga nel suo fiume di preoccupazioni e di faccende, è la più adatta alla contemplazione ed alla preghiera: al far memoriale degli eventi della salvezza e riattualizzarli, al consacrare a Dio la giornata che si accinge ad iniziare.
Come dice san Basilio Magno: «Il Mattutino è fatto per consacrare a Dio i primi moti della nostra mente e del nostro spirito in modo da non intraprendere nulla prima di esserci rinfrancati col pensiero di Dio, come sta scritto: "Mi sono ricordato di Dio e ne ho avuto letizia" (Sal 76,4); né il corpo si applichi al lavoro prima di aver fatto ciò che è stato detto: "Ti prego, Signore. Al mattino ascolta la mia voce; fin dal mattino t'invoco e sto in attesa" (Sal 5,4-5)» (Regulae fusius tractatae).